# IC 1427
IC 1427 — галактика типу E (еліптична галактика) у сузір'ї Пегас.
Цей об'єкт міститься в оригінальній редакції індексного каталогу.